# Das Bohnenfest
Das Bohnenfest von Jan Steen ist ein  Sitten- und Genrebild des  Goldenen Zeitalters aus dem 17. Jahrhundert in der Gemäldegalerie Alte Meister im Schloss Wilhelmshöhe in Kassel. Das Ölgemälde von 1668 gehört zu den Hauptwerken Jan Steens.

## Bildbeschreibung
Am Dreikönigstag, dem 6. Januar, wird in der niederländischen Familie ein üppiges Mahl veranstaltet, dessen Höhepunkt in der Krönung des Bohnenkönigs liegt. In einem Kuchen wird eine Bohne versteckt, wer sie beim Kuchenzuteilen erhält ist der König des Festes. Der junge König ist auf eine Anrichte gestiegen, um den Festtrunk zu leeren, wozu ihm die Großmutter die Hand führt. Ein weiterer Junge hinter ihm hält ironisch den Mantel wie eine Schleppe. Die nicht mehr ganz nüchterne Mutter, lässig auf ihren Stuhl zurückgesunken, wendet sich dem Bohnenkönig zu, ohne den Weinkrug aus der Hand zu lassen. Lustige Burschen vollführen ein Katzenkonzert zur Feier des Königstrunks. Rechts sitzen die vornehmen Gäste beisammen. Mit psychologischer Schärfe sind die Personen auf dem 0,80 m × 1,06 m großen Ölbild auf Leinwand charakterisiert zu einer novellistisch zugespitzten lustig bewegten Szene verbunden.
Jan Steen hat das Ölgemälde unten links signiert und datiert.

## Provenienz
1736 wurde Das Bohnenfest von Jan Steen in Delft aus dem Nachlass von Jan von Loon versteigert. Das Gemälde gelangte in das Kunstkabinett des Notars Valerius Röver. Wilhelm VIII. erwarb das komplette Kunstkabinett in dem sich auch das Bohnenfest von Jan Steen befand.

## Literarische Erwähnung und Theater
Die in Kassel lebende Schriftstellerin Christine Brückner schrieb über das Bild:

„In der staatlichen Kunstsammlung des Schlosses Wilhelmshöhe hängt das großartige Dreikönigsbild (Das Bohnenfest) von Jan Steen. Heinrich Heine hat dazu gesagt: ‚Die Erde eine einzige Kirmes‘.“

In Heinrich Heines Schelmenroman Aus den Memoiren des Herren von Schnabelewopski (1834) besucht der Protagonist, ein genusssüchtiger Student, die Universitätsstadt Leiden und ein Haus, in dem Jan Steen gewohnt hat; er sieht dort zahlreiche Steen-Bilder, darunter Das Bohnenfest, und glaubt darin Steens eigene Sippe beim Feiern zu sehen. Heine schrieb zu Schriftstellerkollegin Fanny Lewald: "Ich habe immer wollen Jan Steens Leben nach seinen Bildern schreiben. Das heißt, ich wollte alle seine Bilder sehen und danach eine Geschichte dieses heitersten Menschen schreiben".
Es war wohl Heines Impuls und ein Galeriebesuch in Kassel, die den Berliner Schriftsteller Richard May (* 1886; † 1970) veranlassten, sein Theaterstück Das Bohnenfest zu verfassen. Es dreht sich um Jan Steen und seine Familie, und in dem Stück spielen Szenen des Originalgemäldes eine wichtige Rolle. Es wurde am 12. Januar 1928 am Stadttheater Würzburg uraufgeführt. Nach dem Zweiten Weltkrieg wurde das Bohnenfest-Skript für Bühnenaufführungen 1947 in einem Theaterverlag veröffentlicht.